# Geelbruine herfstuil
De geelbruine herfstuil (Agrochola macilenta) is een nachtvlinder uit de familie van de uilen (Noctuidae). De voorvleugellengte bedraagt tussen de 14 en 16 millimeter. De soort komt verspreid over Europa en Voor-Azië voor. Hij overwintert als ei.

## Waardplanten
De geelbruine herfstuil heeft als waardplanten allerlei struiken en loofbomen.

## Voorkomen in Nederland en België
De geelbruine herfstuil is in Nederland een vrij algemene en in België een algemene soort, die verspreid over het hele gebied kan worden gezien. De vlinder kent één generatie die vliegt van halverwege september tot in december.